# La Planche

Localització de La Planche

La Planche (en bretó Ar Plank, en gal·ló La Plaunch) és un municipi francès, situat a la regió de Loira Atlàntic, al departament de Loira Atlàntic, que històricament ha format part de la Bretanya. L'any 2006 tenia 2.269 habitants. Limita amb els municipis d'Aigrefeuille-sur-Maine, Montbert, Remouillé i Vieillevigne (Loira Atlàntic) i Saint-Philbert-de-Bouaine (Vendée)

## Demografia
| Evolució de la població Cassini i INSEE |      |      |      |      |      |      |      |      |
| 1793                                    | 1800 | 1806 | 1821 | 1831 | 1836 | 1841 | 1846 | 1851 |
| -                                       | -    | -    | -    | -    | -    | -    | -    | -    |

| 1856  | 1861  | 1866  | 1872  | 1876  | 1881  | 1886  | 1891  | 1896  |
| ----- | ----- | ----- | ----- | ----- | ----- | ----- | ----- | ----- |
| 1.898 | 1.878 | 1.887 | 1.817 | 1.840 | 1.891 | 1.888 | 1.858 | 1.851 |

| 1901  | 1906  | 1911  | 1921  | 1926  | 1931  | 1936  | 1946  | 1954  |
| ----- | ----- | ----- | ----- | ----- | ----- | ----- | ----- | ----- |
| 1.748 | 1.750 | 1.646 | 1.439 | 1.430 | 1.394 | 1.400 | 1.403 | 1.513 |

| 1962  | 1968  | 1975  | 1982  | 1990  | 1999  | 2006 | 2011 | 2016 |
| ----- | ----- | ----- | ----- | ----- | ----- | ---- | ---- | ---- |
| 1.513 | 1.471 | 1.532 | 1.883 | 2.052 | 2.075 | -    | -    | -    |

| 2019 | - | - | - | - | - | - | - | - |
| ---- | - | - | - | - | - | - | - | - |
| -    | - | - | - | - | - | - | - | - |

## Administració
| Període   | Identitat         | Partit |
| --------- | ----------------- | ------ |
| 2001-2008 | Henri Babonneau   |        |
| 2008-     | Jean-Paul Richard |        |